# HSQLDB
HSQL Database Engine (HSQLDB) è un RDBMS scritto completamente in Java. Nasce nel 2001 dalle ceneri dell'Hypersonic SQL Project, ne utilizza parte del codice e del precedente team di sviluppo ed ora è denominato HyperSQL.
È il progetto leader dei database relazionali scritti in Java. Supporta un'ampia gamma di comandi ANSI SQL/92 e alcuni comandi SQL/99 e SQL/2003. I suoi driver JDBC supportano quasi tutte le funzioni (i comandi) ANSI-92 SQL, più molte estensioni SQL:2008. Include tools di gestione a riga di comando ed una GUI (interfaccia grafica) per le query.
È stato adottato come motore di database dalla nuova versione di Open Office 2.0, nel modulo Apache OpenOffice Base.

Col lavoro del Google Summer of Code 2013 è cominciata l'integrazione di Firebird SQL come sostituto di HSQLDB in LibreOffice Base.
Viene distribuito con una licenza simile alla licenza BSD. Dal 2004 viene sviluppato parallelamente un progetto commerciale denominato HyperXtremeSQL.
È molto leggero (circa 600 kB) e può essere utilizzato sia come server (al quale le applicazioni si collegano tramite il relativo driver JDBC), sia come istanza interna ad un'applicazione.
I dati possono essere salvati su disco (permettendone il ripristino ad ogni avvio) o in memoria (come contenitore temporaneo di dati, i quali vengono perduti quando il server o l'applicazione vengono chiusi). Supporta le modalità embedded (incorporato) o server.